# 冯夙
冯夙（？—？），北魏外戚，冯熙之子，長樂郡信都縣（今河北省衡水市冀州區）人。

## 生平
冯夙母为妾常氏，孝文幽皇后同母弟，小时候被姑母文明冯太后宠爱。封北平公，担任太子中庶子。魏孝文帝亲政后，以考核政绩为下下，免太子中庶子的官职。497年幽皇后被立为皇后以後，冯夙才再次得到叙用。
冯皇后想要让彭城公主再嫁给她的胞弟北平公冯夙，特意求婚，孝文帝答应了。但彭城公主不愿意，被冯皇后强迫，彭城公主秘密与家仆一起冒雨赶到悬瓠，把冯皇后逼婚之事告诉了孝文帝，还把冯皇后与人私通的事告诉皇帝。
冯皇后被元宏赐死以後，冯夙降为散员。

## 传记資料
- 《魏書》卷83上 列传第71上
- 《北史》卷80 列传第68